# ペルー人の一覧
ペルー人の一覧（ペルーじんのいちらん）は、ペルー出身者及び関係者を50音順に一覧にしたものである。

## 一般
- ペルーの大統領
- アイマラ人
- ケチュア人
- ワンカ人
- 在日ペルー人
- サパ・インカ（インカ皇帝）
- 日系ペルー人 - Category:日系ペルー人

## ア行
- アグスティン・ガマーラ（軍人、政治家）
- アビマエル・グスマン（テロリスト、センデロ・ルミノソの創設者）
- アマドール・バルムブロシオ（ミュージシャン、ダンサー）
- アラン・ガルシア（政治家）
- アルベルト城間（音楽家）
- アルベルト・フジモリ（政治家）
- アルマンド・ロブレス・ゴドイ - 映像作家
- アヤ・デ・ラ・トーレ（マルクス主義思想家、政治家、アメリカ人民革命同盟の創設者）
- アントニオ・パントーハ（音楽家、ケーナ奏者）
- インカ・ガルシラーソ・デ・ラ・ベーガ（歴史家、文筆家）
- インカ・ロカ（インカ皇帝）

## カ行
- カパック・ユパンキ（インカ皇帝）
- ガブリエラ・ペレス - バレーボール選手、政治家
- グスタボ・グティエレス - 神学者、解放の神学の主導者の一人
- クロリンダ・マット（文学者）

## サ行
- シロ・アレグリア（文学者）

## タ行
- タニア・リベルタ - 音楽家、ヌエバ・カンシオンの人物の一人
- ダニエル・アロミア・ロブレス - 作曲家、『コンドルは飛んでいく』の作曲者
- トゥパック・インカ・ユパンキ（インカ皇帝）
- トゥパク・アマルー1世（インカ皇帝）
- トゥパク・アマルー2世（ティンタ村のクラカ、インカ皇帝）

## ナ行
- ナルシソ・アレステギ（文学者）
- ニコラス・デ・ピエロラ（政治家）
- ネストル・セルパ・カルトリニ（革命家、トゥパク・アマルー革命運動の創設者）

## ハ行
- パチャクテク（インカ皇帝）
- ピエルマリア・オッドーネ - 物理学者
- フアン・ベラスコ・アルバラード（軍人、政治家）
- フランシスコ・デ・アビラ（司祭）
- フリオ・ラモン・リベイロ（文学者）
- ホセ・デ・ラ・マール（軍人、政治家）
- ホセ・マリア・アルゲダス（文学者）
- ホセ・カルロス・マリアテギ（マルクス主義思想家、政治家）
- ホルヘ・チャベス - 飛行士、ホルヘ・チャベス国際空港の名前の元となった人物

## マ行
- マヌエル・ゴンサーレス・プラダ - 文学者、思想家。近代ペルーにおいて最も早い時期にインディオの理論的擁護を行った人物
- マリオ・テスティーノ（写真家）
- マリオ・バルガス・リョサ（ノーベル文学賞作家）
- マンコ・インカ・ユパンキ（インカ皇帝）
- ミキ・ゴンサーレス（音楽家）

## ヤ行
- ヤワル・ワカ（インカ皇帝）
- ユマ・スマック（歌手）

## ラ行
- ラモン・カスティーリャ（軍人、政治家、「解放者」）
- リカルド・パルマ（文学者）
- リマのローサ（聖人）
- リョケ・ユパンキ（インカ皇帝）

## ワ行
- ワマン・ポマ（『新しい記録と良き統治』を執筆したインディオ）